# Druvskinn
Druvskinn (Aleurodiscus lividocaeruleus) är en svampart som tillhör divisionen basidiesvampar, och som först beskrevs av Petter Adolf Karsten, och fick sitt nu gällande namn av Lemke. Druvskinn ingår i släktet Aleurodiscus, och familjen Stereaceae. Enligt den svenska rödlistan är arten nära hotad i Sverige. Arten förekommer i Götaland, Svealand, Nedre Norrland och Övre Norrland. Artens livsmiljö är skogslandskap, jordbrukslandskap.